# Pistoriusstraße (Berlin)
Die Pistoriusstraße ist eine Straße im Berliner Ortsteil Weißensee des Bezirks Pankow. Sie trägt diesen Namen nachweislich seit mindestens 1874.

## Namensherkunft
Sie wurde nach Johann Heinrich Leberecht Pistorius benannt, der 1821 das Rittergut Weißensee erwarb. Die Straße liegt im Gründerviertel – eine Ortslage in Weißensee. Pistorius war Landwirt und Erfinder seines Brennapparats für die Gewinnung von Branntwein aus Kartoffeln, wodurch  Berlin zur Drehscheibe des preußischen Schnapshandels auf dem Weltmarkt wurde. Um 1830 gab es in der Mark Brandenburg über 1400 Brennereien. Die Straßen des Kiezes der Gründerzeit wurden nach Personen benannt, die sich um die Entwicklung und den Ausbau von Weißensee im Landkreis Niederbarnim als Vorort verdient gemacht haben. Die Straße war auf einer Karte von 1874 benannt aufgenommen, am 17. September 1875 wurde sie in Neu-Weißensee für öffentlich erklärt.

## Straßenverlauf
Die Pistoriusstraße liegt geradlinig (Ost-West) zwischen der Heinersdorfer Straße und der Berliner Allee nahe der Albertinenstraße im Berliner Ortsteil Weißensee. Am Westende führt sie an die Verkehrsströme angepasst auf der Trasse der Heinersdorfer Straße 40 m rechtwinklig zu Am Steinberg (Ecke zur Tino-Schwiertzina-Straße). In ihrem Verlauf von der Albertinenstraße beginnend trifft sie im südlichen Drittel auf das Gelände um den Kreuzpfuhl, das Freizeithaus Weißensee und die Ruine der Bethanienkirche. Diese Ruine steht auf einer Verkehrsinsel am Mirbachplatz am Kreuzungspunkt von Schönstraße, Gäblerstraße, Behaimstraße, Max-Steinke-Straße und der Pistoriusstraße. Danach wird im nördlichen Teil der Straße eine große Straßenfront durch den Kirchhof der St. Georgen-Parochial-Gemeinde belegt. Die Kirche auf dem Mirbachplatz (benannt nach dem Oberhofmeister Freiherr von Mirbach) steht im Mittelpunkt der sechs Straßen am Platz, die eine Sichtachse darauf haben. Die Kirche wurde im Zweiten Weltkrieg zerstört. Der verbliebene Bethanienturm wurde 2007 an einen Berliner Architekten verkauft und wir in Abstimmung mit dem Denkmalschutz zu einem Wohnensemble umgestaltet.
Die lange innerstädtische Wohnstraße besitzt unterschiedliche Bebauung und wird von zwei Buslinien durchfahren. Die Straßenlänge beträgt 1880 m und sie ist im Berliner Straßensystem mit der Nummer 42262 eingetragen. Im Berliner Straßennetz ist sie mit Kategorie als regionale Straßenverbindung eingetragen und verbindet mit Am Steinberg die Bundesstraße 109 mit der Bundesstraße 2, die durch die Berliner Allee verläuft. In den Jahren 2008–2010 wurde die Straße grundsaniert und der Belag mit dem Unterbau gewechselt. Sie ist durchgehend als zweispurige Straße mit Parkspur (teilweise in Parkbuchten) ausgebaut, lediglich die Ausfahrt zur Straße Am Steinberg ist in den 2000er Jahren durch eine Mittelinsel in getrennte Fahrbahnen geteilt. Am Mirbachplatz wird sie als Kreisverkehr um die Fläche mit der Kirchenruine geführt, mit Vorfahrtszeichen wird die Hauptstraßentrasse bevorrechtet. Am Hamburger Platz ist die Kreuzung mit der Gustav-Adolf-Straße als Kreisverkehr mit Fußgängerüberwegen um eine zentrale Grüninsel organisiert.

## Geschichte
Auf der Karte Neuester Bebauungsplan von Berlin (mit Angabe des Weichbilds) aus dem Jahre 1863 ist das Gelände zwischen der Landstraße nach Heinersdorf und der Chaussee nach Weißensee und Bernau außerhalb des Weichbilds Berlins lediglich durch Wasserläufe strukturiert. Zunächst verteilte sich der noch bestehende geradlinige Straßenzug auf
- Tornow Straße: zwischen (jenseits der) Heinersdorf-Weißenseer Grenze, Straße 121 (ab 1939 Am Steinberg[7]) und Hamburger Platz
- Pistorius Straße: zwischen Hamburger Platz und Parkstraße, bis zum Wasserlauf zwischen den Pfühlen (später: Woelckpromenade) war diese mit Bäumen bestanden und chausseeartig ausgebaut
- Waldau Straße: zwischen Parkstraße und Albertinenstraße (Königschaussee), vor der Chaussee kreuzten sich Waldau- und Albertinenstraße, die südliche Fortsetzung der Parkstraße hieß zu dieser Zeit Ludersdorf Straße.

Durch die Zusammenführung der Waldau- und der Tornowstraße im Jahr 1878 bekam sie ihren noch bestehenden Namen und wurde für Neu-Weißensee zur Hauptstraße nördlich am (Neu-)Weißenseer Gründerviertel. Die nördlicher liegenden Pistoriusschen Gutsfelder wurden für die weitere Vorortbesiedlung im Planquadrat Gustav-Adolf-Straße, Amalien- und Albertinenstraße, Berliner Allee und Gäblerstraße zum Munizipalviertel. Um eine städtebauliche Verbindung zwischen dem Dorf Weißensee und dem Vorort Neu-Weißensee (anders als im Französischen Viertel) zu erreichen, wurde eine Bauplanung vorbereitet, die diesen Charakter unterstützen sollte. Der Pistoriusplatz wurde von Beginn an als Marktplatz für die Bauern der Umgebung zum Verkauf ihrer Waren angelegt. Auf der anderen Seite der Pistoriusstraße entstanden Häuser in märkischer Backstein-Architektur, ergänzt mit rotem Sandstein und Feldsteinsockeln. Der Mirbachplatz trug bis 1902 den Namen Cuxhavener Platz, passend zum Hamburger Platz.
Im Berliner Adressbuch 1896 ist die Pistoriusstraße für den Vorort Neu-Weißensee im Kreis Niederbarnim aufgenommen. Die Lage und Grundstücksnutzung entspricht vorwiegend der noch bestehenden Situation.
| Nordseite (1–79 fortlaufend) - Amalienstraße Wohnhäuser 1–12 (4: Baustelle), - Parkstraße 13–19: Garten, 20: Gemeinde Weißensee, 21–27: Baustellen, 28 und 29: Wohnhäuser (je fünf Mieter), - Cuxhavener Platz 31/33: Fabrik Niewerth & Co., 35–41: Wohnhäuser und Gärten, - Rölkestraße 42–62: gehört zu Rölkestraße 92/123, - Gustav Adolphstraße 63–69: Baustellen, - Generalstraße 70–74: Baustellen, 75–79: Baugeschäft Knoblauch& Co., - Heinersdorfer Weg. | Südseite (80–149 fortlaufend) - Heinersdorfer Weg 81: Wohnhaus, 83: Schweinezüchterei, 80, 82, 84, 85: Baustellen, 86–88: Einfamilien-Wohnhäuser, - Generalstraße 91, 93 und 99: Wohnhaus, 95, 97, 100: Mietshaus, 89, 90, 92, 94, 96, 98: Baustellen, - Hamburger Platz 101–104: Baustellen, - Friesickestraße 105–109: Baustellen, 110: Wohnhaus, - Rölkestraße 111 und 112, 115: Wohnhaus, 113, 114, 116, 117: Baustellen, 118, 118a: Mietshäuser, - Cuxhavener Straße 120–128 Baustellen, 129 und 130 Gemeinde Weißensee (Pumpstation), 131–137 Lagerplatz, - Parkstraße 138 und 139 Wohnhaus, 140: Mietshaus, 141: Baustelle, 142, 142a, 143: Mietshaus, 144: Wohnhaus, 145: Neubau, 146: Wohnhaus, 147: Baustelle, 148: Vierparteien-Haus, 149: gehört zu König-Chaussee 12, - König-Chaussee |

## Nummerierung

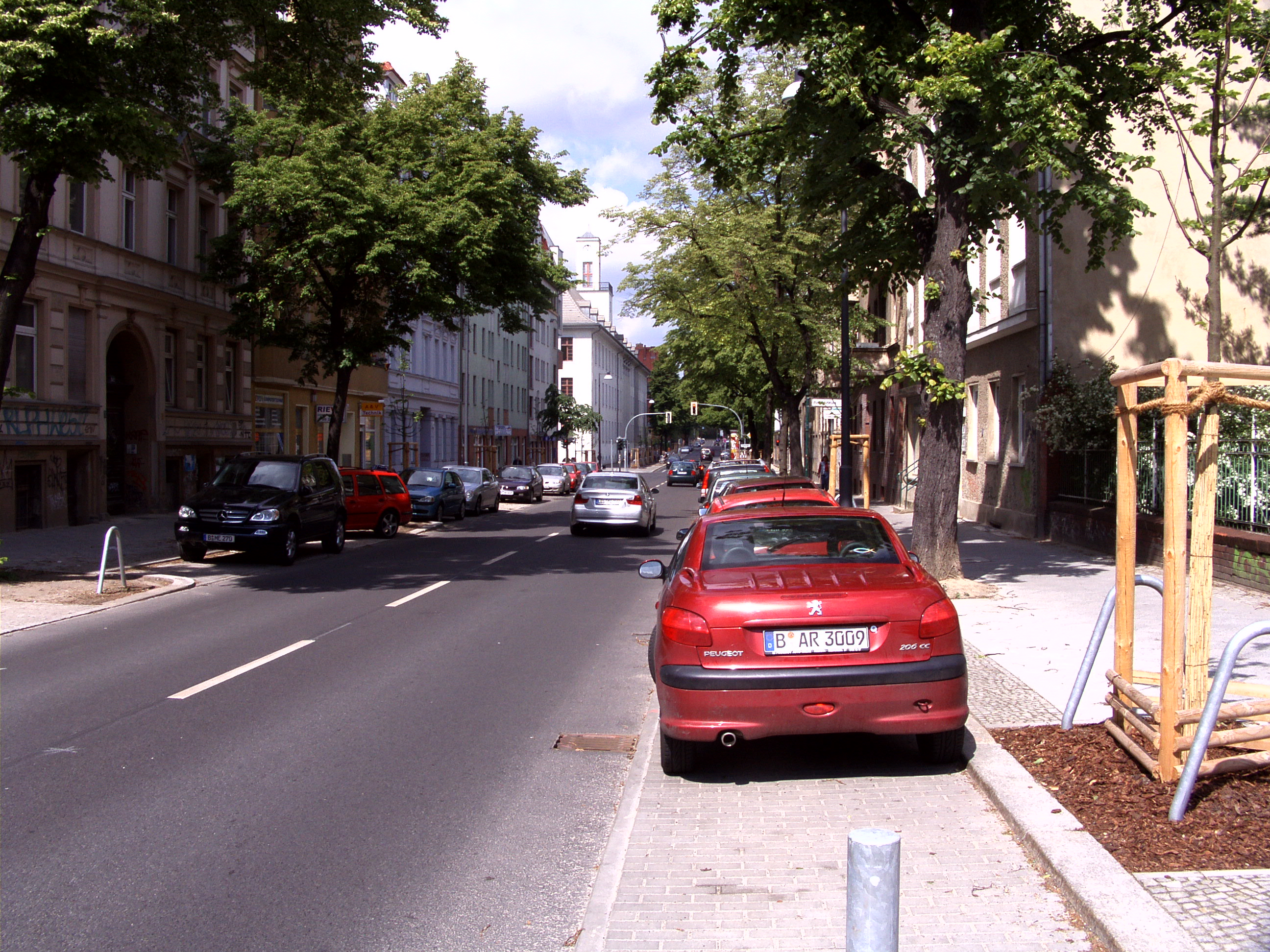
Blick in die Pistoriusstraße aus Osten

Die Hufeisennummerierung (umlaufend) beginnt mit der Nummer 2 am südlichen Straßenende der Albertinenstraße. Auf dem Eckgrundstück 1 steht das Gebäude der Albertinenstraße 28, das daneben liegende Wohn- und Geschäftshaus ist Berliner Allee 105. Die Haus- und Grundstücksnummern laufen über Mirbachplatz und Hamburger Platz bis 79, eine unnummerierte Freifläche gegenüber der Heinersdorfer Straße führt die Straße (eigentlich Heinersdorfer Straße) rechtwinklig zu Am Steinberg. Die Straßensüdseite beginnt mit den Wohnhäusern Am Steinberg 20 und Heinersdorfer Straße 32, von da geht die Zählung der Pistoriusstraße mit 80 zur Berliner Allee und endet an dieser mit dem Gebäude 149 (verbunden mit Berliner Allee 99).
Quer- und Seitenstraßen (in dieser Zählungsfolge) sind an der Nordseite entlang
- Albertinenstraße
- Parkstraße zwischen 12 und 13, nach Süden durchgehend
- Woelckpromenade nach 17, gefolgt von der Grünfläche am Kreuzpfuhl und dem Freizeithaus Nr. 23
- Mirchbachplatz (sechseckig, 5850 m²) ab dem 2016 fertiggestellten Neubau des Gemeinschaftshauses Nr. 30[11]
  - Schönstraße: zwischen deren Nr. 1 und 97 (Hufeisennummerierung) nach Nordost abgehend
  - Gäblerstraße: nach Nordwest zwischen deren Nr. 2 und 1 (Orientierungsnummerierung), die Pistoriusstraße setzt sich mit 31 fort
- Roelckestraße nach 41, der Parochial-Friedhof III (Roelckestraße 142) bildet das Nordgrundstück für 410 m
- Hamburger Platz (runder Platz mit 80 m Durchmesser)
  - Gustav-Adolf-Straße nach Nordwest zwischen Friedhof und Gustav-Adolf-Straße 140, die Pistoriusstraße setzt sich mit einer Grünfläche fort
- Frieda-Seidlitz-Straße zwischen einer Blockbebauung 2–8 nach Nordwest und der folgenden Grünfläche, gefolgt vom Supermarkt auf den Grundstücken 66 und 67
- Jacobsohnstraße zwischen 67 und der Blockrandbebauung 70–79,[12] endend im leichten Bogen Am Steinberg

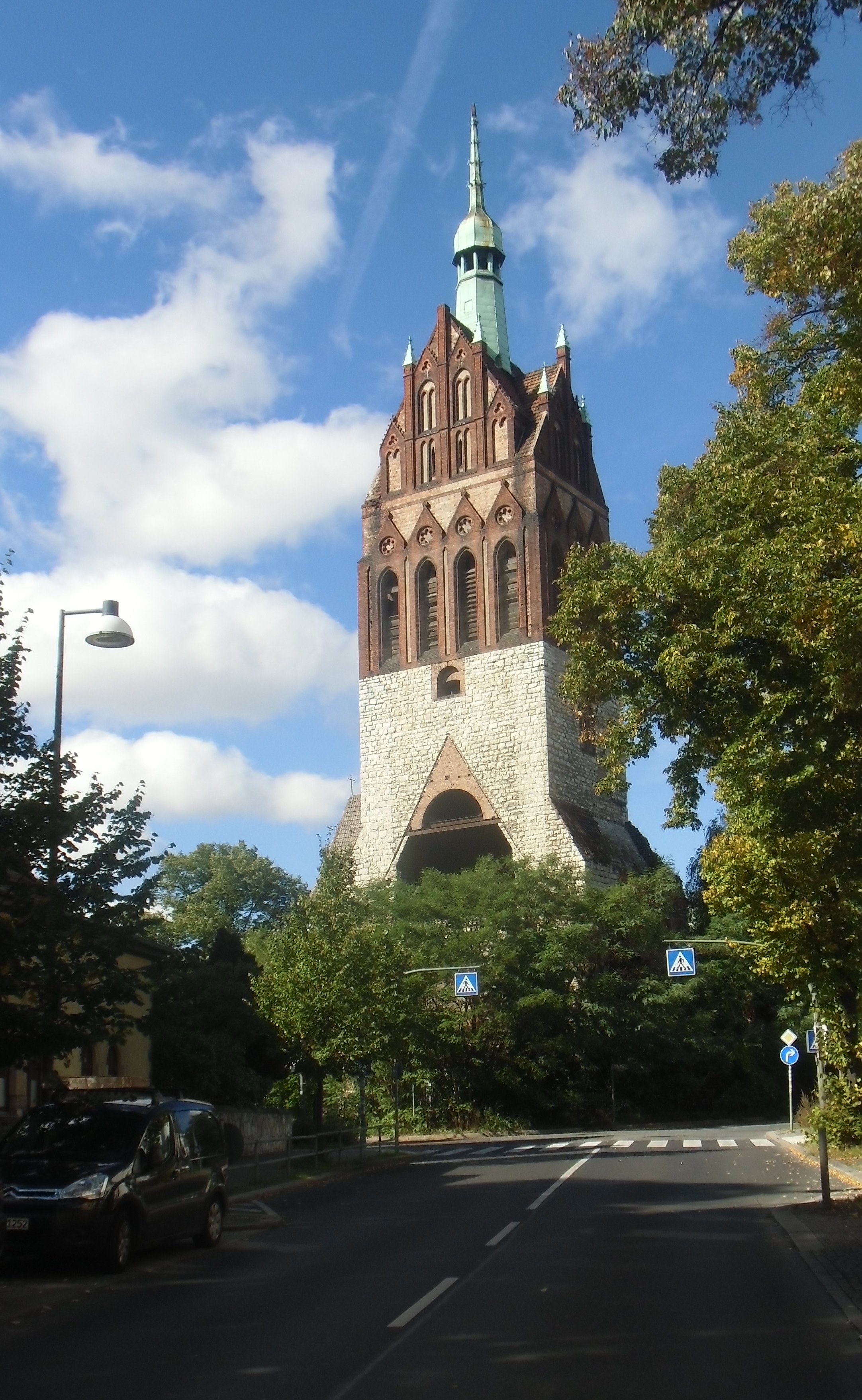
Bethanienkirche am Mirbachplatz

Es erfolgt der Wechsel zur südlichen Bebauung und Grundstücksnummerierung
- Heinersdorfer Straße nach Süd mit einem Neubau auf Pistoriusstraße 80 / Heinersdorfer Straße 25 an der Südostecke
- Jacobsohnstraße zwischen 88 und 90
- Hamburger Platz ab Nummer 100 mit dem Eckgrundstück Hamburger Platz 1
  - Gustav-Adolf-Straße nach Südwest, im Bogen mit einer Neubaurundung Gustav-Adolf-Straße 27c / Hamburger Platz 4–8 (gerade) zur Pistoriusstraße 101a/b/c
- Friesickestraße zwischen 103b und 104
- Ettersberger Weg zwischen 108, 109
- Roelckestraße (südlich durchgehend) zwischen 110b (mit Roelckestraße 151) und 111 (Roelckestraße 25) einer Gewerbefreifläche
- Mirbachplatz ab Nr. 118b
  - Behaimstraße: führt nach Südwest (zwischen deren 63 und 64)
  - Max-Steinke-Straße: führt nach Südost, zwischen deren 23 und 22, letztere gehört zum Gemeindehaus der Bethaniengemeinde, das ebenfalls auf Pistoriusstraße 119 deren Verlauf aufnimmt
- Pistoriusplatz: ein freies, als Parkplatz genutztes Viereck zwischen 121 und 125
- Tassostraße zwischen 131 und Tassostraße 10 (Primo-Levi-Gymnasium Nr. 133)
- Parkstraße (durchgehend) zwischen Schule als Parkstraße 102 und 138
- Berliner Allee schließt die Pistoriusstraße (Nr. 149) ab

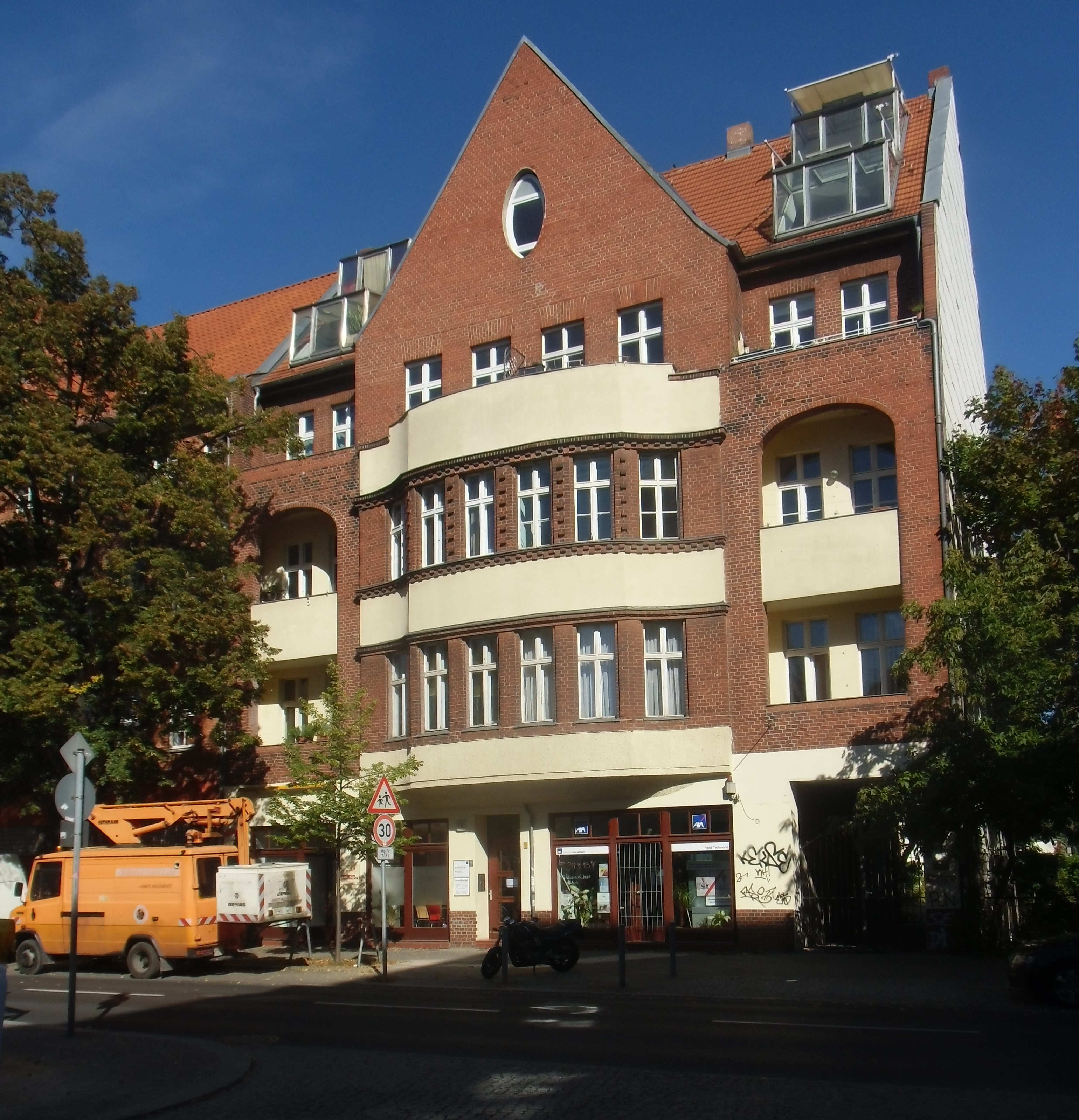
Pistoriusstraße 16
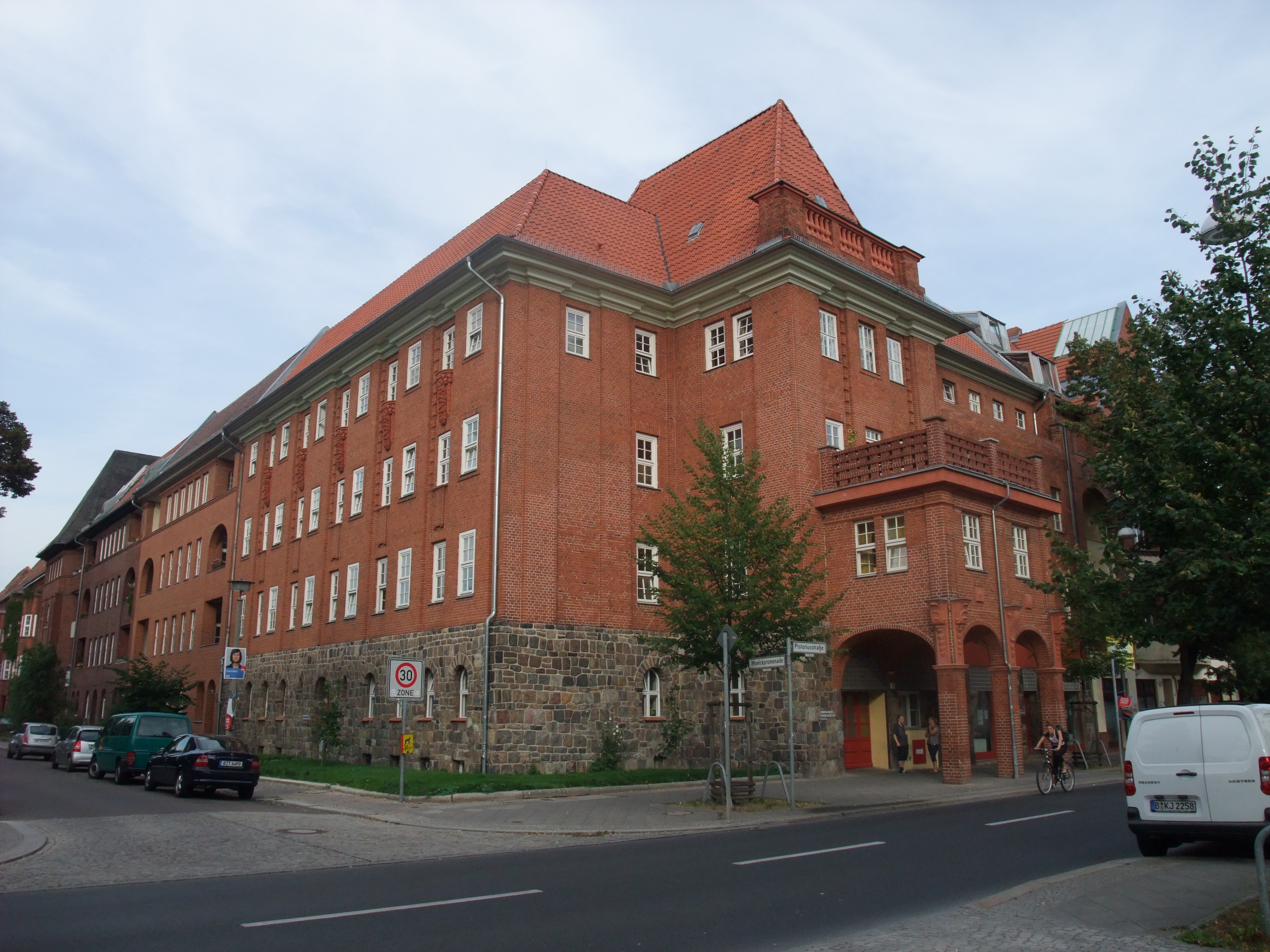
Pistoriusstraße 17, Ledigenwohnheim (Ecke Woelckpromenade)
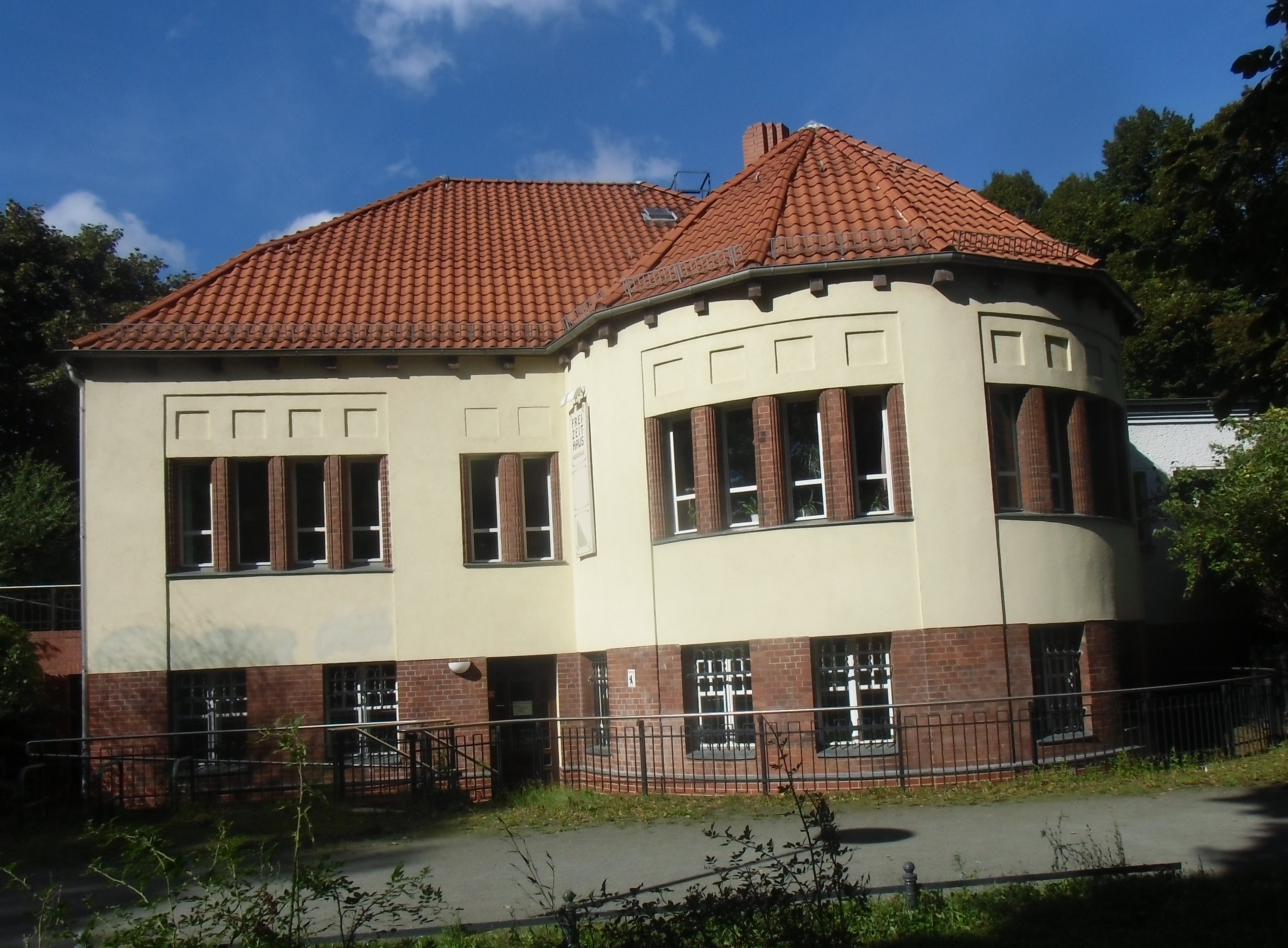
Freizeithaus Nr. 23
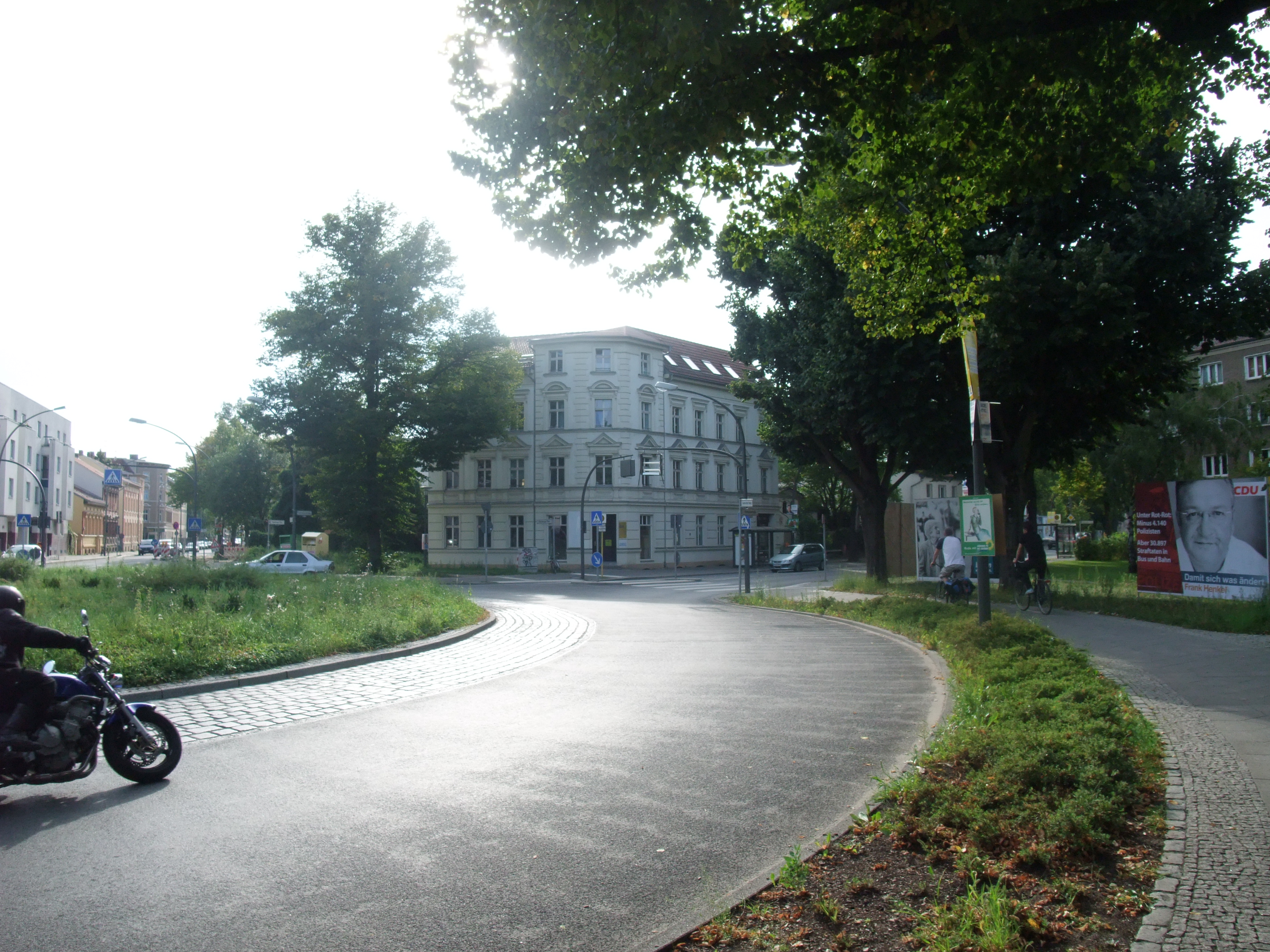
Wohnhaus und Gaststätte Pistoriusstraße 100 (Hamburger Platz nach West)
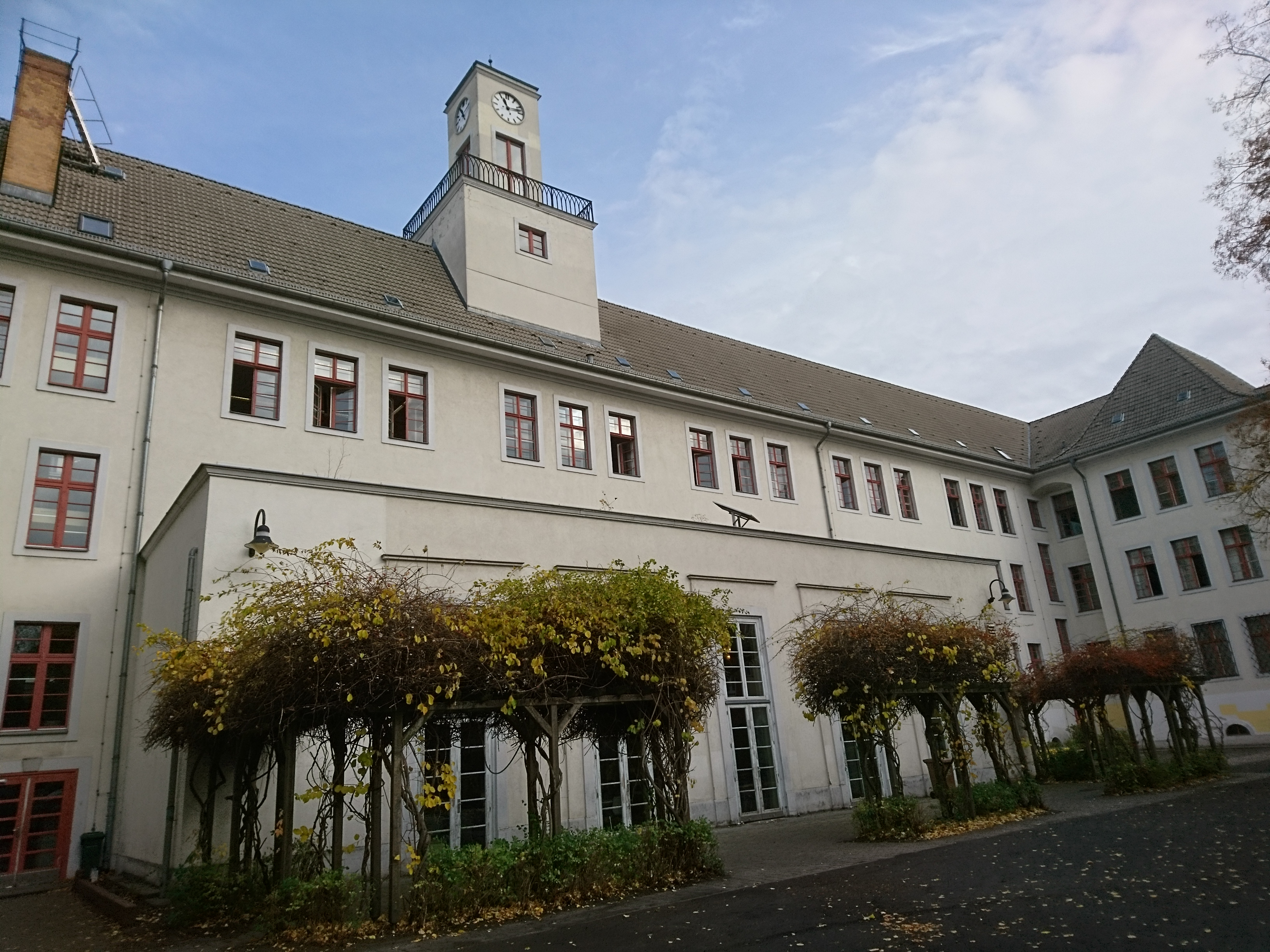
Primo-Levi-Gymnasium (Pistoriusstraße 133)
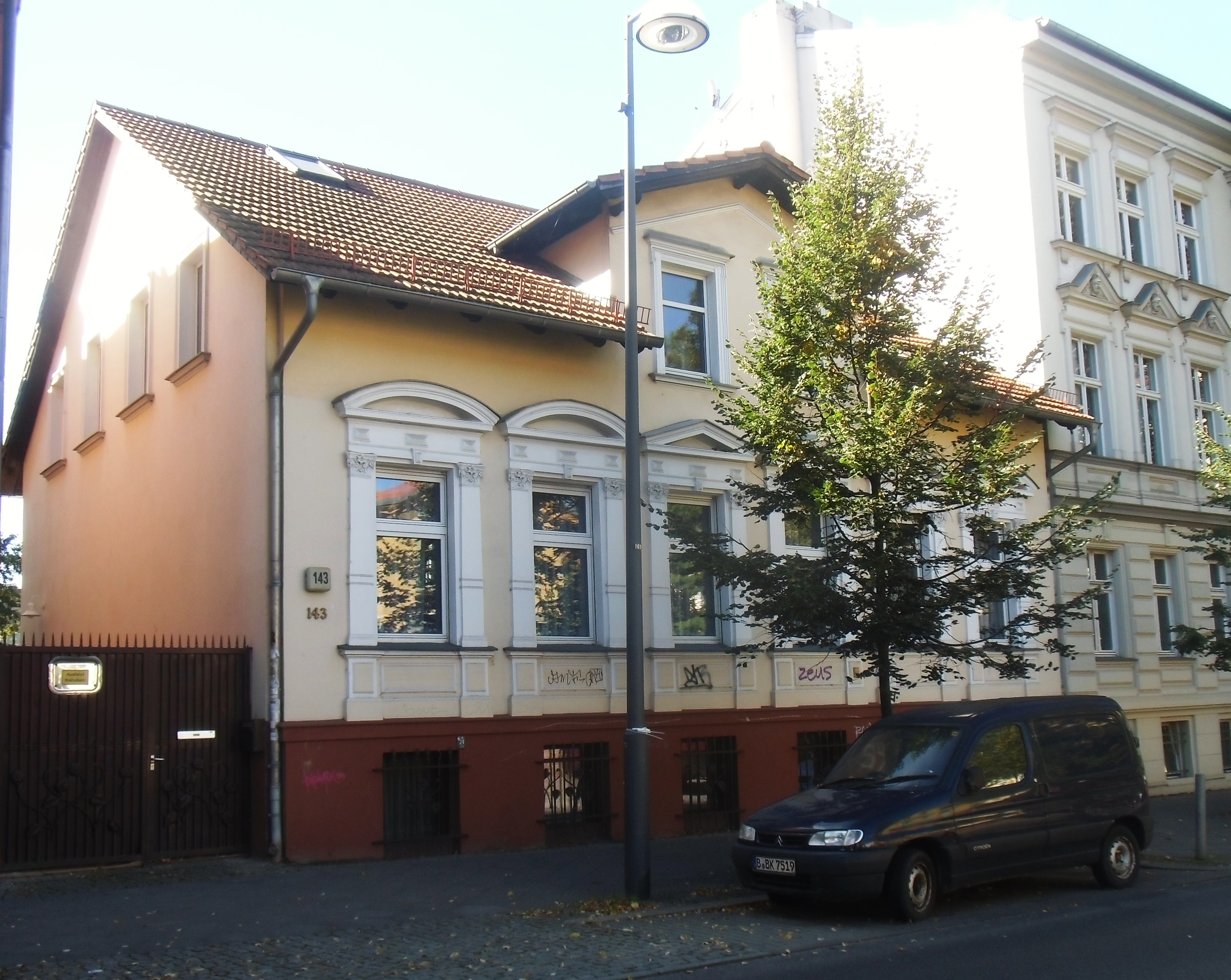
Pistoriusstraße 143
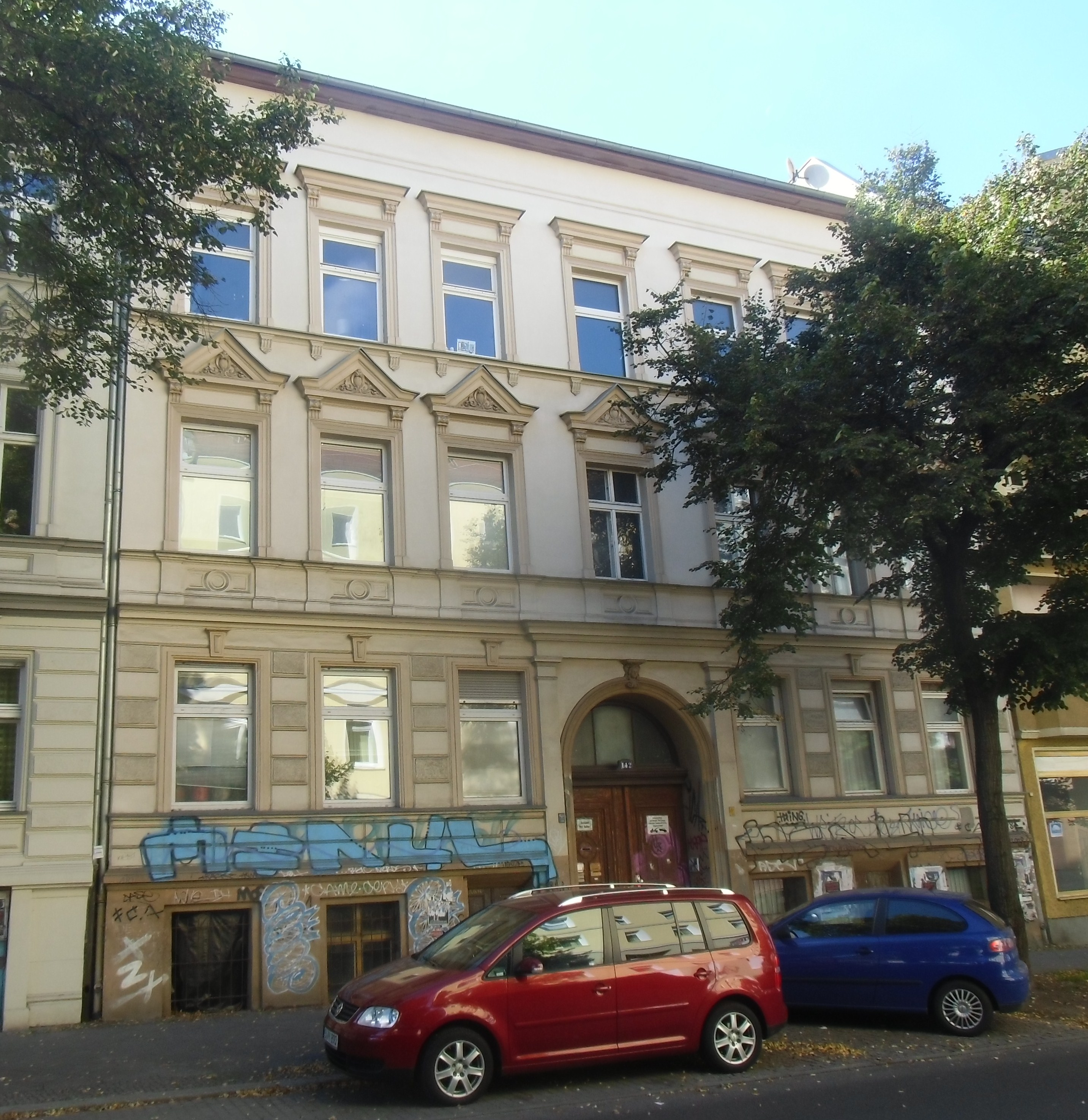
Pistoriusstraße 142

## Anliegende Grundstücke
Die Straße hat im Berliner Verzeichnis die Nummer 42262 und liegt im Ortsteil 0302 Weißensee. Verkehrspolitisch ist sie mit StEP-Klasse III als „örtliche Straßenverbindung“ eingeordnet, woraus sich Aufgaben der Straßenunterhaltung ergeben. Nach der stadtplanerischen Einteilung der LOR-Gliederung gehört sie zum Prognoseraum „Südliches Weißensee“ und der Bezirksregion „09 Weißensee“. Die Straße selbst teilt die nördlichen und südlichen Planungsräume und deren  Grundstücke (West nach Ost) liegen (in fortlaufender Nummerierung) in den Planungsräumen, die andernfalls als Kieze verstanden sind.
- 19 Gustav-Adolf-Straße: Nr. 63–79[13]
- 23 Weißenseer Spitze: Nr. 80–110b[14]
- 20 Weißer See: Nr. 2–41[15]
- 24 Behaimstraße: Nr. 111–149[16]

Im Westen zwischen Heinersdorfer Straße und dem Anschluss zu Am Steinberg (an dessen Nordseite der Ortsteil Heinersdorf anliegt) gehören keine weiteren Grundstücke zur Pistoriusstraße. Ursprünglich endete der Straßenzug Pistoriusstraße an der Heinersdorfer Straße, die geradlinig in die Berliner Straße (seit 2013: Tino-Schwierzina-Straße) weiterführte. Die veränderte Straßenführung erfolgte um 1960. Der Hamburger Platz gehört zum Kiez Weißenseer Spitze. An der nördlichen Straßenseite Hamburger Platz bis Roelckestraße grenzt der Georgen-Parochial-Friedhof III. Der Mirbachplatz mit Kreisverkehr und der Bethanienkirche in Mittellage gehört seinerseits zum nördlichen Kiez „Weißer See“. An ihm kreuzen sich drei Straßenzüge: neben der Pistorisstraße auch (Nordwest–Südost) Gäblerstraße zu Max-Steinke-Straße und (Nordost–Südwest) Schönstraße zu Behaimstraße. Der Pistoriusplatz (zwischen Nr. 122 und 125 nach Süden) wurde in den Jahren 2018–2020 mit einem Wohnquartier in der Südhälfte bebaut. Nahezu gegenüber (Nr. 23 Freizeit-Haus) liegt zwischen Nr. 17 und 24 an der Nordseite der Jürgen-Kuczynski-Park mit dem Kreuzpfuhl. Das östliche Eckhaus (bis um 1990 noch Nr. 1) ist als Albertinenstraße 28 adressiert. Das folgende nördlich am Straßenlauf liegende Eckhaus der Berliner Allee ist bereits von Beginn an mit Albertinenstraße 1 / Berliner Allee 105 bezeichnet. Der Lauf der Pistorisstraße stieß immer auf die Berliner Allee und die Albertinenstraße war (kreuzende) Seitenstraße, so ist das südliche Eckhaus Pistorisstraße 149 / Berliner Allee 121 gefast.
An der Pistoriusstraße liegen verschiedene öffentliche Einrichtungen in Trägerschaft der Kommunalen Verwaltung oder von Parteien.
- Nr. 7: Kindertagesstätte
- Nr. 8: Stadtgeschichtliches Museum Weißensee (Kulturamt Pankow)
- Nr. 16/16a: „Neues Wohnen im Kiez“ der Familienhilfe
- Nr. 17: Wohnheim der Behindertenhilfe (erwachsene Menschen mit Lernschwierigkeiten)[18]
- Nr. 23: Freizeithaus Weißensee, ehemals Restaurant der Turn- und Festspielhalle aus dem Jahr 1908 von Carl James Bühring
- Nr. 24: „Treffpunkt Links“
- Nr. 127: Hauptbibliothek Weißensee
- Nr. 133: Primo-Levi-Gymnasium Haus A (14. Gymnasium) – bis 2006 Wieland-Herzfelde-Oberschule

Am 1. April 1908 wurde das Beamtenwohnhaus Pistoriusstraße 24 bezogen. Supermärkte befinden sich 13, 66/67–69, 112–114, einige Gaststätten befinden sich in der Pistoriusstraße. Die Pistoriusstraße liegt teilweise im Gebiet „Weißensee Süd“, für das es eine „Verordnung über die Erhaltung baulicher Anlagen und der städtebaulichen Eigenart“ gibt.
In der Pistoriusstraße sind mehrere Gebäude in die Berliner Denkmalliste aufgenommen.
- Ensemble Pistoriusstraße 6/7, 142–144[19]
  - Villa Paatzsch von 1882/1883[20]
  - Stadtvilla Pistoriusstraße 6: 1882 der Entwurf, Umbau 1919[21]
  - Mietshaus Pistoriusstraße 142 von 1887–1888[22]
  - Mietshaus Pistoriusstraße 142A von 1887–1888[23]
  - Wohnhaus und Bürgerhaus Pistoriusstraße 143 von 1884–1885[24]
  - Mietvilla Pistoriusstraße 144 von 1885[25]
- Gemeinde- und Pfarrhaus Bethanien als Gesamtanlage (Max-Steinke-Straße 21/22, Pistoriusstraße 119/120)[26] 1908 nach dem Entwurf von Heinrich Otto Hoffmann (Architekt) für die Evangelische Kirchengemeinde Bethanien
- Wohnhaus und Gaststätte Pistoriusstraße 100 (Hamburger Platz)[27] von 1889/1890
- Gemeindeforum am Kreuzpfuhl, Gemeindebauten, Wohn- und Mietshäuser, Freiflächen: Pistoriusstraße 16, 17, 23, 24/24b, 121–137 (fortlaufend) als Ensemble aus den Jahren 1907 bis 1938 zusammen[28] mit Woelckpromenade, Amalienstraße, Berliner Allee 47 und 51, Charlottenburger Straße, Max-Steinke-Straße, Parkstraße, Paul-Oestreich-Straße, Pistoriusplatz, Schönstraße, Tassostraße
  - Wohnhaus und Verwaltungsbau Pistoriusstraße 24–24b[29]
  - Ledigenwohnheim Pistoriusstraße 17 (Wohnhaus und Heim) von 1912/1913[30]
  - Wohnanlage Pistoriusstraße 130, 130a, 131 und Tassostraße 11–13 von 1937/1938 der Gemeinnützige Siedlungs- und Wohnungsbaugesellschaft[31]
  - Pistoriusstraße 16 von 1910–1911, entworfen von Bühring für den Maurermeister Wierzbicki[32]
  - Gaststätte Pistoriusstraße 23 für die Gemeinde Weißensee von Bühring 1907 entworfen[33]
  - Wohnanlage Pistoriusstraße 122–126 mit dem Pistoriusplatz 2–22 (gerade, östlich) und 11–21 (ungerade, westlich) und Eckbauten Tassostraße[34] für die Pankower Heimstätten GmbH 1930–1932 erbaut